# Klony (powiat poznański)
Klony – wieś w Polsce położona w województwie wielkopolskim, w powiecie poznańskim, w gminie Kostrzyn.
W latach 1954–1959 wieś należała i była siedzibą władz gromady Klony, po jej zniesieniu w gromadzie Kostrzyn. W latach 1975–1998 miejscowość administracyjnie należała do województwa poznańskiego.
We wsi znajduje się skromny parterowy dwór z piętrowym ryzalitem, nakryty dwuspadowym dachem z początku XIX w. Wybudowany przez rodzinę Bardzkich. Ostatnim właścicielem majątku byli Leokadia i Stanisław Słoma. Odkupili majątek od Tadeusza Glabisza 4 stycznia 1926 roku. Obecnie opuszczony popada w ruinę. W ramach zespołu dworsko-folwarcznego stoją także: oficyna (początek XX wieku), stajnia, wozownia, spichlerz, obora i kuźnia (obecnie dom mieszkalny).

## Bibliografia

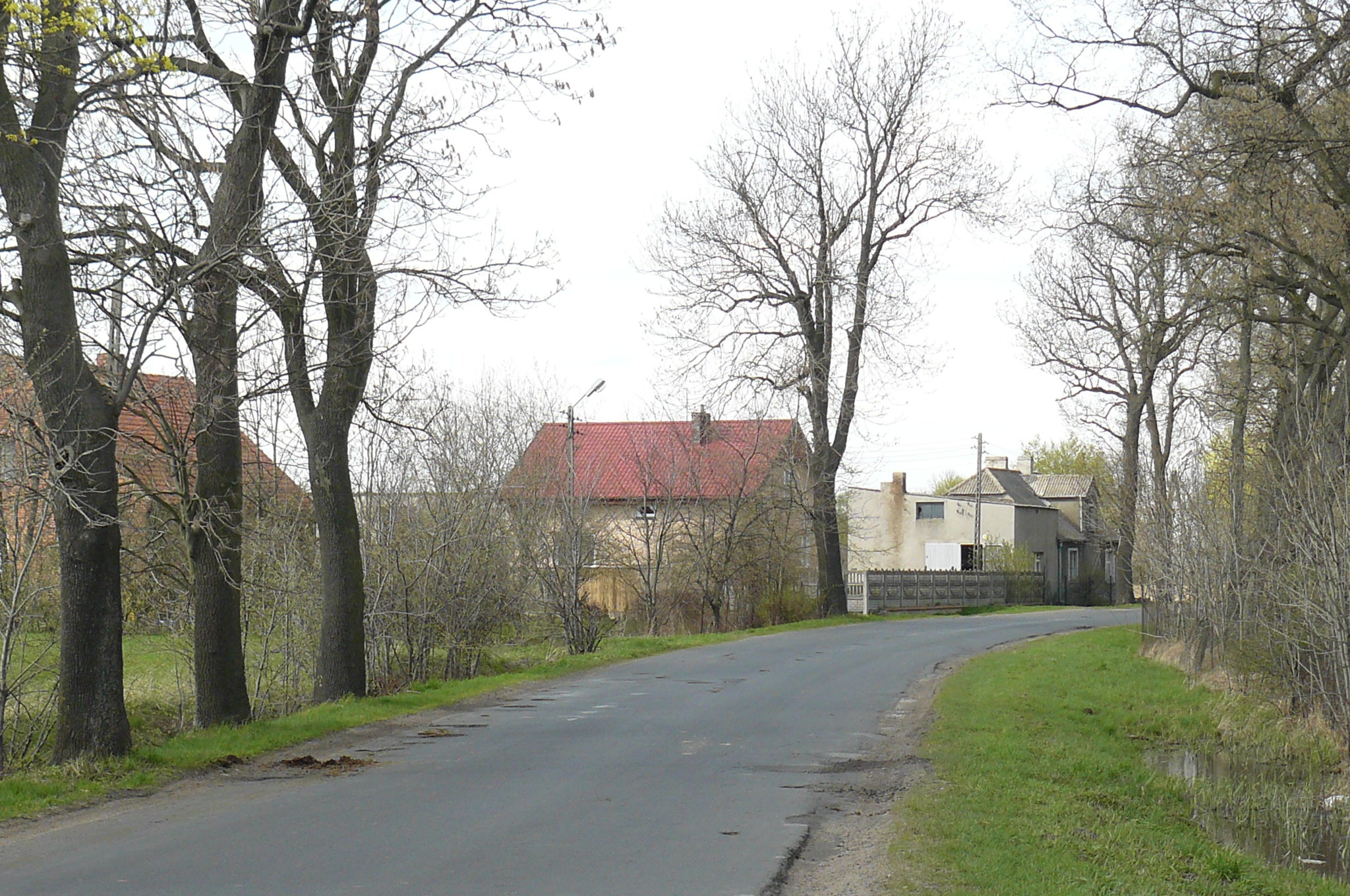
Klony